# Musíme si pomáhat
Musíme si pomáhat je české filmové drama režiséra Jana Hřebejka a scenáristy Petra Jarchovského z roku 2000. Odehrává se za německé okupace českých zemí během 2. světové války a popisuje hrdinství rodiny, která schovávala doma židovského uprchlíka z koncentračního tábora. Film získal pět Českých lvů a byl mezi pěti nominovanými na Oscara za nejlepší zahraniční film.
Petr Jarchovský později pro Divadlo Na Jezerce předělal film do stejnojmenného divadelního představení.

## Děj
1937
Automobil s řidičem a dvěma cestujícími zastavuje u cesty a pasažéři se jdou vymočit. Totéž udělá i řidič, ale trvá mu to déle a muži mu jakoby naschvál chtějí ujet. Řidič s rozepnutým poklopcem klopýtá za automobilem, než se nad ním slitují a zastaví mu. Řidič je český Němec a jmenuje se Horst Prohaska, cestujícími jsou Josef Čížek a mladý Žid David Wiener. Čížek je zaměstnán u rodiny Wienerů, Prohaska tam pracuje také na nižší pozici.
1939
Rodina Wienerů je nucena vystěhovat se ze svého honosného domu. U vystěhování asistuje Prohaska, nyní kolaborant s nacisty. David prozradí Čížkovi, že v pracovně zůstala v tajné skrýši část šperků a že je může vyzvednout, kdyby bylo nejhůř. Nikomu jinému to neprozradil. Wienerovi se stěhují do domu k Čížkům.
1941
Wienerovi musí nastoupit na transport do koncentračního tábora Terezín. David se loučí s manželkou Josefa Čížka a říká jí, že podle tetina dopisu z Terezína je o ně dobře postaráno, jenom jim není jasné, proč psala, že strýc Otto kašle, když už je 15 let po smrti.
1943
Davidu Wienerovi se podařilo ještě s jedním mužem uprchnout z koncentračního tábora v Polsku (kam byli posláni z Terezína, poté uplatili vojáka SS) a vrátit se domů. Potřebuje pomoci, ale lidé mají strach. Když jej na ulici spatří bývalý soused, okamžitě se na něj pokusí zavolat německého vojáka na sajdkáře: „Jude ist hier! (Je tady Žid!)“ Německý voják ho ale neslyší a jede pryč. David se ukryje v bývalém domě své rodiny.
Penzionovaný Josef Čížek (Bolek Polívka) se zatím během války snaží spolu se svou ženou Marií (Anna Šišková) přežívat v co největší tichosti. Jednoho dne mu vlezlý Prohaska prozradí, že do domu po Wienerech se nastěhují noví obyvatelé. Josef si je vědom slibu, je mu jasné, že se musí do domu vypravit a vzít ukryté šperky. Tam narazí v noci na Davida, kterého se nakonec rozhodne u sebe skrýt v tajné spíži. Mladý Wiener Čížkovi a jeho ženě slíbí, že dalšího dne odejde. Má se setkat s druhým uprchlíkem za městem. Josef jej tam odveze vypůjčeným automobilem a když druhý muž dlouho nejde, rozhodne se David pokračovat v cestě sám. Čížek svádí vnitřní boj a nakonec se rozhodne Davidovi pomoci a ukrýt ho doma na delší dobu. První odhalení (a popravu za ukrývání uprchlíka) riskuje již při zpáteční cestě, kdy jej zastaví německý důstojník a požádá ho o klíč k opravě svého vozu Tatra 87. Má štěstí, k odhalení Davida ukrytého v kufru automobilu nedojde. Po zbytek války pak musí Čížek tolerovat chování Prohasky (Jaroslav Dušek), který je sice Čížkovým známým, ale na návštěvy chodí kdy se mu zlíbí, a především kvůli jeho manželce Marii. Zároveň se jednoho dne (když náhodou zaslechne přes okapovou rouru hovor) dozví, že Čížkovi někoho ukrývají, ale neudá je. David vypráví Marii o zkušenostech z koncentračního tábora, kde bylo jeho sestře nabídnuto místo u ženského oddílu Sonderkommandos. Musela by ale ukázat bezcitnost a své rodiče ubít k smrti. David byl svědkem scény, kdy rodiče prosili sestru, aby to udělala (aby sama měla větší naději přežít).
Prohaska pak Čížkovi nabízí práci při sepisování majetku zabaveného Židům. Ten se zpočátku brání, ale nakonec ji i na popud manželky přijme (zmenší tak podezření), ačkoli si poté někteří jeho sousedé odplivují, když jej vidí. Kvůli tomu je také podezírán z kolaborace. Události postupně směřují k předvídatelným liniím (Prohaska vezme Marii za zády Josefa na výlet, kde se ji pokusí znásilnit) i neočekávaným zvratům. Kepke se po ztrátě nejmladšího neplnoletého syna zhroutí, ten byl totiž obviněn z dezerce a zastřelen, Prohaska chce nastěhovat Kepkeho k Čížkům, což Marie odmítá, údajně je těhotná. Dokáže být natolik přesvědčivá, že jí Josef (na rozdíl od Horsta) uvěří a naštve se na ni. Myslí si, že mu zahla (on sám je infertilní). Není to pravda, ale když se údajné těhotenství provalí, Čížek si uvědomuje, že jejich jedinou nadějí je si dítě pořídit. Snaží se přimět Marii k souloži s Davidem. Pro Marii je to těžko přijatelné, ale nakonec se nechá přemluvit a s mladým Wienerem otěhotní. Později se Horst Prohaska Marii omluví za své chování a nakonec všem zachrání život, když při německé razii využije svého vlivu a zabrání německému veliteli v prohlídce domu, kde žijí.
1945
Osvobození republiky. Jsou pořádány pogromy na německé obyvatelstvo a kolaboranty. Marie bude brzy rodit a Josef se vydává do ulic sehnat doktora. Dr. Fischer je ale odvážen odbojáři pryč a Čížek jde až na velitelství. Tam je obviněn jedním ze spoluobčanů, že je také kolaborant. Hájí se tím, že zachránil jednoho židovského muže, kterého navíc místní znají. Kapitán svolí, aby s nimi šel doktor. Čížek jej nemůže najít, ale když vidí zajatého a zmláceného Horsta Prohasku, označí za doktora jeho. Místní člen domobrany, který ho zná, mlčí. U Čížků doma musí Horst pomoci s porodem a Josef nemůže najít Davida, který se ukryl jinam. Kapitán má za to, že si vše vymyslel a odvádí ho ke zdi, kde jej hodlá popravit zastřelením. V ten moment se objeví David a zachrání ho tak před smrtí. David řekne kapitánovi, že Prohaska je slušný člověk. Místní obyvatel, který je zde s vojenskou patrolou, pak podotkne, že Prohaska je jedním z nich. Marie i dítě porod přežijí a Horst, který dítě odrodil, prohlásí, že mají chlapečka.
V závěrečném epilogu tlačí Čížek kočárek s dítětem po ulicích rozbombardovaného města. Ve snové představě vidí u jednoho stolu piknikovat společně Davidovy rodiče a sestru, Kepkeho nejmladšího syna (zastřelen za dezerci) a společně s nimi je tam i pes sousedky (kterého Němci odstřelili při razii). Josef vytahuje z kočárku polonahé dítě a ukazuje jim ho. Lidé u stolu se na něj usmívají.

## Citáty
„My máme jen větší a světlejší celu.“ – Marie v rozhovoru s Davidem Wienerem naráží na to, že oni nejsou o nic více svobodnější než on ukrytý ve spíži
„Víte, pánové, já samozřejmě cítím zármutek, ale převládá hrdost.“ – Němec Albrecht Kepke popisuje Čížkovi a Prohaskovi, co cítí, když myslí na svého syna, který padl na východní frontě v bojích u Charkova

## Obsazení
| Bolek Polívka   | Josef Čížek                  |
| Anna Šišková    | Marie Čížková                |
| Csongor Kassai  | David Wiener                 |
| Jaroslav Dušek  | Horst Prohaska               |
| Martin Huba     | Dr. Albrecht Kepke           |
| Jiří Pecha      | František Šimáček            |
| Simona Stašová  | Libuše Šimáčková             |
| Vladimír Marek  | důstojník SS                 |
| Richard Tesařík | kapitán osvobozenecké armády |
| Karel Heřmánek  | kapitán                      |
| Oto Ševčík      | důstojník SS                 |
| Jiří Kodet      | Dr. Fischer-Rybář            |